# Organizarea administrativ-teritorială a României
Administrarea treburilor publice din România este asigurată de ministerele de resort, care dispun de direcții județene de specialitate (direcții sanitare, inspectorate școlare, direcții ale finanțelor publice, inspectorate județene de poliție etc.). Există și câteva structuri administrative suprajudețene, cum ar fi regionalele CFR, comisiile zonale ale monumentelor istorice etc. Cu toate acestea, administrația României este una centralizată. Conform art. 3 al Constituției României teritoriul țării este organizat în comune, orașe și județe. În condițiile legii, unele orașe sunt declarate municipii.
Administrația județeană, comunală și orășenească este reglementată prin O.U.G. 57/2019 privind Codul Administrativ. Activitatea consiliilor județene, orășenești și comunale este supravegheată de către prefecți numiți de Guvernul României ca reprezentanți ai săi pe plan local.
În anul 1998, în cadrul programului pentru aderarea la Uniunea Europeană, consiliile județene din România s-au asociat în opt regiuni de dezvoltare, organisme fără personalitate juridică. În anul 2001 Guvernul României a adoptat Hotărârea nr. 488/2001, prin care, în cadrul Institutului Național de Statistică, au fost create opt direcții pentru statistică regională, corespunzătoare celor opt regiuni de dezvoltare.

## Descriere

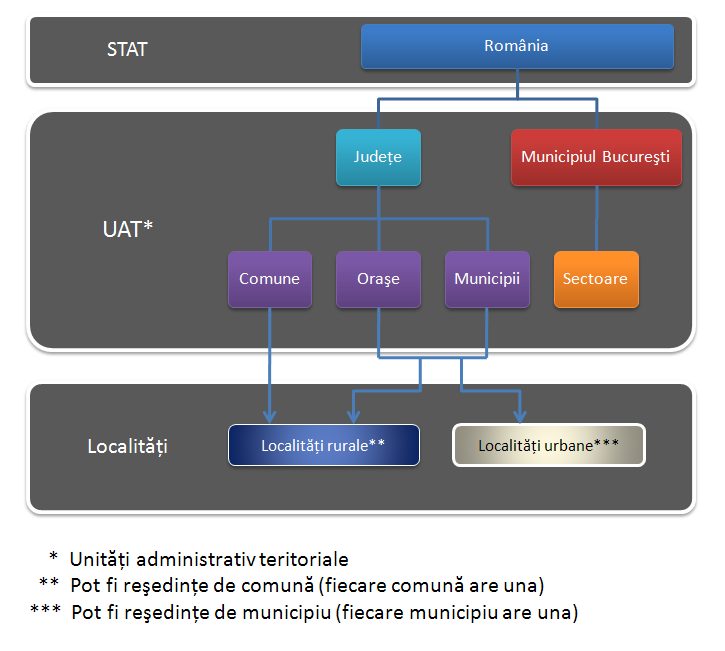
Unităţi administrative teritoriale ale României

Conform Constituției, teritoriul României este organizat, sub aspect administrativ, în comune, orașe și județe. În condițiile legii, unele orașe sunt declarate municipii. Din punct de vedere istoric, există 3 provincii tradiționale: Țara Românească (formată din regiunile Oltenia, Muntenia și Dobrogea), Moldova (formată din Moldova Occidentală și Bucovina de Sud) și Transilvania (formată din regiunile Banat, Crișana, Maramureș și Ardeal).
Comuna, unitatea elementară de organizare administrativă, este formată dintr-unul sau mai multe sate și este condusă de un consiliu local și un primar ales. România are 2.685 de comune însumând 13.285 de sate, respectiv cu o medie de cinci sate pe comună.
Orașul este unitatea administrativă condusă de un consiliu local și un primar ales. Orașele mai importante pot fi declarate municipii. România are 263 de orașe, dintre care 82 sunt municipii.
Județul este unitatea administrativă condusă de un consiliu județean și un prefect. Consiliul județean este ales pentru a coordona activitatea consiliilor comunale și orășenești, având ca scop concentrarea interesului asupra serviciilor publice de importanță la nivel județean. Guvernul numește un prefect în fiecare județ pentru a fi reprezentantul său local. România are 41 de județe plus municipiul-capitală București, care are un statut similar cu acela de județ. Un județ are, în medie, o suprafață de 5 800 km2 și o populație de 500 000 de locuitori. București este considerat și el municipiu, dar este singurul care nu face parte din niciun județ. Nu are consiliu județean, dar are un prefect. Cetățenii Bucureștiului aleg un primar general și un consiliu general. Fiecare din cele șase sectoare ale Bucureștiului aleg și ele un primar și un consiliu local.
În afară de împărțirea pe județe, România este împărțită și în opt regiuni de dezvoltare, corespondente nivelului NUTS-2 de diviziuni al UE, dar fără a avea capacități administrative. Regiunile de dezvoltare se referă la subdiviziile regionale ale României create în 1998 și sunt folosite în special pentru coordonarea proiectelor de dezvoltare regională. Regiunile de dezvoltare nu sunt unități administrativ-teritoriale, nu au personalitate juridică, fiind rezultatul unui acord liber între consiliile județene și cele locale. Regiunile de dezvoltare ale României, numite după poziția geografică în țară, sunt: Nord-Vest, Nord-Est, Sud-Vest, Sud-Est, Sud, Vest, Centru, București și Ilfov.
Împărțirea României în județe este atestată documentar la 8 ianuarie 1392, când domnitorul Mircea cel Bătrân printr-un hrisov numește „ținutul Vâlcii” județ. Astfel, județul Vâlcea este primul județ atestat documentar de pe teritoriul actual al României. Ultima reformă administrativ-teritorială majoră din România a avut loc în anul 1968 când s-a trecut de la împărțirea pe regiuni și raioane la reîmpărțirea pe județe, desființată de autoritățile comuniste după 1948.

## Regiuni istorice românești
Regiunile istorice tradiționale au fost delimitate în momentul constituirii Voievodatelor medievale cu majoritate românească, numite în limbajul popular țările române : Transilvania, Moldova, Țara Românească și Dobrogea. Lupta anti-mongolă și efortul de emancipare de sub suzeranitatea regatului ungar au înlesnit munca de unificare a voievozilor Basarab și Bogdan. La capătul acesteia, geografia politică a Europei de Sud-Est a înregistrat, alături de mai vechiul voievodat al Transilvaniei, supus și condus de maghiari, două state românești : Țara Românească și Moldova. Înainte de alipirea sa la Țara Românească, și de cucerirea sa de către Turci, Dobrogea a fost un despotat cu populație majoritar română, bulgară și greacă. Populația regiunilor istorice tradiționale a evoluat în decursul istoriei, grupurile etnice și limbile vorbite pe teritoriul lor modificându-se uneori în favoarea Românilor, alteori în favoarea altor grupuri. În zilele noastre, Românii ca grup lingvistic sunt majoritari numai pe teritoriul României (cu excepția județelor Harghita și Covasna) și al republicii Moldova (cu excepția unităților teritoriale autonome Găgăuzia și din Stînga Nistrului).

Județele din care erau alcătute regiunile tradiționale ale României între 1925 și 1940.

Regiunile istorice din cadrul României de astăzi sunt cele nouă provincii tradiționale, fără statut administrativ specific: Banatul, Crișana, Maramureșul, Ardealul, Bucovina, Moldova, Oltenia, Muntenia și Dobrogea, la care se adaugă o a zecea anume Basarabia, în Republica Moldova; unele dintre aceste regiuni istorice depășesc hotarele României și Republicii Moldova de azi, aparținând în parte unor țări vecine (Crișana se prelungește în Ungaria, Banatul în Ungaria și Serbia, Maramureșul, Bucovina și Basarabia se prelungesc în Ucraina, Dobrogea se prelungește în Bulgaria). România și Republica Moldova nu au nicio revendicare teritorială asupra părților din regiunile istorice, aparținând statelor vecine.

Regiunile istorice din care este alcătuită România contemporană

| Suprafețele regiunilor istorice în România interbelică | Suprafețele regiunilor istorice în România interbelică |
| Provincia                                              | Suprafața (km²)                                        |
| ------------------------------------------------------ | ------------------------------------------------------ |
| Ardeal (Transilvania)                                  | 57.807                                                 |
| Muntenia                                               | 52.486                                                 |
| Basarabia                                              | 44.422                                                 |
| Moldova                                                | 38.224                                                 |
| Oltenia                                                | 24.095                                                 |
| Dobrogea                                               | 23.300                                                 |
| Banat                                                  | 18.393                                                 |
| Crișana                                                | 17.717                                                 |
| Bucovina                                               | 10.442                                                 |
| Maramureș                                              | 8.283                                                  |
| Suprafața totală a României interbelice: 294.967 km²   |                                                        |

## NUTS

Macroregiunile Romaniei

La nivelul NUTS-I(Nomenclature of territorial units for statistics=Nomenclatura Unităților Teritoriale pentru Statistică), România se dorește a fi împărțită în 4 macroregiuni. Fiecare dintre ea se compune din 2 regiuni de dezvoltare, astfel România este împărțită în 8 regiuni de dezvoltare. Regiunile de dezvoltare sunt corespondente nivelului NUTS-II de diviziuni al UE, dar fără a avea capacități administrative.

Regiunile de dezvoltare ale României

"Noile regiuni, apărute în anul 1998, reunesc zone care nu au nimic în comun unele cu altele, precum Țara Moților cu Țara Secuilor și cu Țara Bârsei, dar și Valea Jiului cu Banatul de Câmpie din jurul Timișoarei ori cu Crișana. Toate neajunsurile își au rădăcinile în „păcatul originar" al regiunilor de dezvoltare. Acestea au fost create, la presiunea Uniunii Europene, în anul 1998, în pripă".
"[..]Problemele din Regiunea Centru sunt mult mai mari și mai numeroase. Această regiune este, de asemenea, mult prea compozită. Ea include Țara Secuilor, o zonă dominată net de maghiari, dar și una dintre cele mai puternice zone românești din punct de vedere identitar, Țara Moților."
Regiunile de dezvoltare sunt folosite în special pentru coordonarea proiectelor de dezvoltare regională. Aceste regiuni de dezvoltare sunt: 
- Regiunea Nord-Est cuprinde județele: Iași, Botoșani, Neamț, Suceava, Bacău și Vaslui.
- Regiunea Vest cuprinde județele: Arad, Caraș-Severin, Hunedoara și Timiș.
- Regiunea Nord-Vest cuprinde județele: Bihor, Bistrița-Năsăud, Cluj, Maramureș, Satu-Mare și Sălaj.
- Regiunea Centru cuprinde județele: Alba, Sibiu, Mureș, Harghita, Covasna și Brașov.
- Regiunea Sud-Est cuprinde județele: Tulcea, Vrancea, Galați, Brăila, Buzău și Constanța.
- Regiunea Sud - Muntenia cuprinde județele: Argeș, Dâmbovița, Prahova, Ialomița, Călărași, Giurgiu și Teleorman.
- Regiunea București - Ilfov cuprinde municipiul București și județul Ilfov.
- Regiunea Sud-Vest Oltenia cuprinde județele: Mehedinți, Gorj, Vâlcea, Olt și Dolj.

Criteriile folosite de Comisia Națională de Statistici a României în definirea regiunilor s-au bazat pe combinarea unor factori geografici și de omogenitate a denistății..Fiecare regiune de dezvoltare este împărțită în județe, existând 41 de județe, plus municipiul București (corespunzătoare nivelului NUTS-III de diviziuni al UE). Fiecare județ este administrat de către un consiliu județean și un prefect. Județele sunt (în ordine alfabetică):
LAU I nu este utilizat, nefiind încă definite asociații de unități teritoriale. La nivelul următor România este divizată în 2.861 comune și 320 de orașe. Comunele și orașele au propriul consiliu local, care este condus de un primar, decis în urma alegerilor locale organizate la 4 ani.

## Propuneri pentru reorganizarea administrativă a României

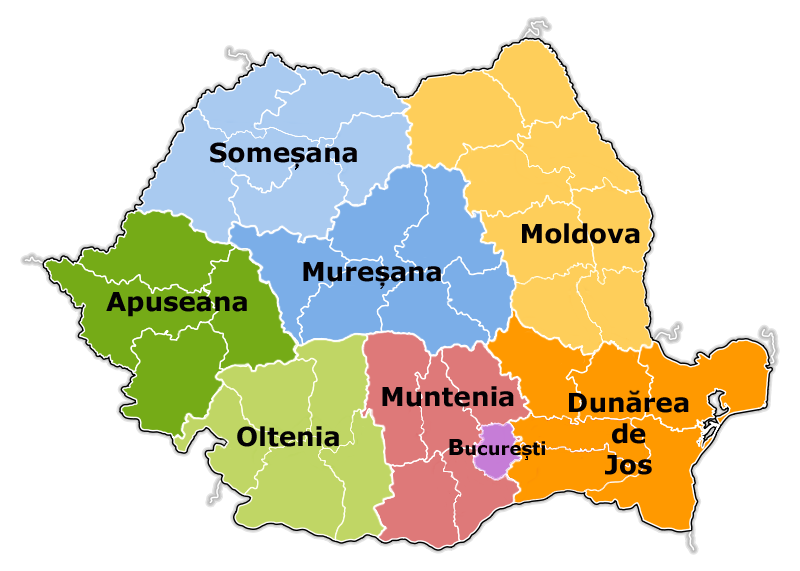
Propunere conformă recomandărilor comisarului european Johannes Hahn, cu 7 euroregiuni de nivel NUTS I și 41 de județe de nivel NUTS II, județul Ilfov constituind, în cadrul euroregiunii Muntenia, regiunea economică București; județele ar fi împărțite în plăși de nivel NUTS III, comune sau municipii de nivel NUTS IV și cantoane de nivel NUTS V (sectoare în municipii).

Propunerea Partidului Popular Maghiar din Transilvania pentru regionalizarea României

Ideea realizării unei organizări a țării pe regiuni cu personalitate juridică și putere administrativă a fost formulată începând din decembrie 2001.
Conform standardelor Uniunii Europene cu privire la unitățile statistice și administrative, un stat trebuie să cuprindă cinci nivele NUTS. Aceste recomandări au inspirat în România, până la începutul lui 2010, mai multe propuneri de reorganizare administrativă emanând din diferite foruri. Unele dintre aceste propuneri țineau cont de împărțirile administrative existente, altele nu : anumite proiecte pornesc de la județele și regiunile de dezvoltare economică de astăzi; altele își propun să reintroducă județele istorice în limite cât mai apropiate de situația de dinainte de 1950 ; există și propuneri care reintroduc regiunile, printre care una autonomă, asemănătoare cu cele care au existat în anii 1951-1968.
În cazul revenirii la o situație apropiată de cea anterioară anului 1950, județele de nivel NUTS III ar fi grupate în 9-15 regiuni bazate pe criterii istorice și economice de nivelul NUTS II. Acestea vor fi la rândul lor organizate în macroregiuni de nivelul NUTS I. De asemenea, pentru a îndeplini standardele Uniunii Europene cu privire la unitățile statistice și administrative, o subdiviziune de nivel NUTS IV va fi creată (numită probabil canton sau plasă).
Johannes Hahn, comisarul european pentru politică regională, a declarat ca România trebuie să-și pună în aplicare programele de dezvoltare regională până în 2013 în structurile în care aceste programe au fost concepute și convenite cu Comisia Europeană, și evitând desființarea radicală a structurilor actuale, pe baza cărora sunt stabilite clasificările administrative, starea-civilă, fiscalitatea, cadastrul, justiția, imatriculările și prefixele. O propunere făcută de Uniunea Democrată Maghiară din România (UDMR) este bazată pe 15 euro-regiuni, dintre care una autonomă cu majoritate etnică maghiară, formată din actualele județe Mureș, Harghita și Covasna. Cele 15 euro-regiuni ar fi grupate în 5 macroregiuni statistice de nivel NUTS I. Alte propuneri au fost făcute de forurile următoare :
- comisia prezidențială pentru analiza regimului politic și constituțional din România[27];
- diferitele partide politice din România;[28]
- diferite grupuri de contact cu preocupări economice sau politice.

## Galerie de imagini

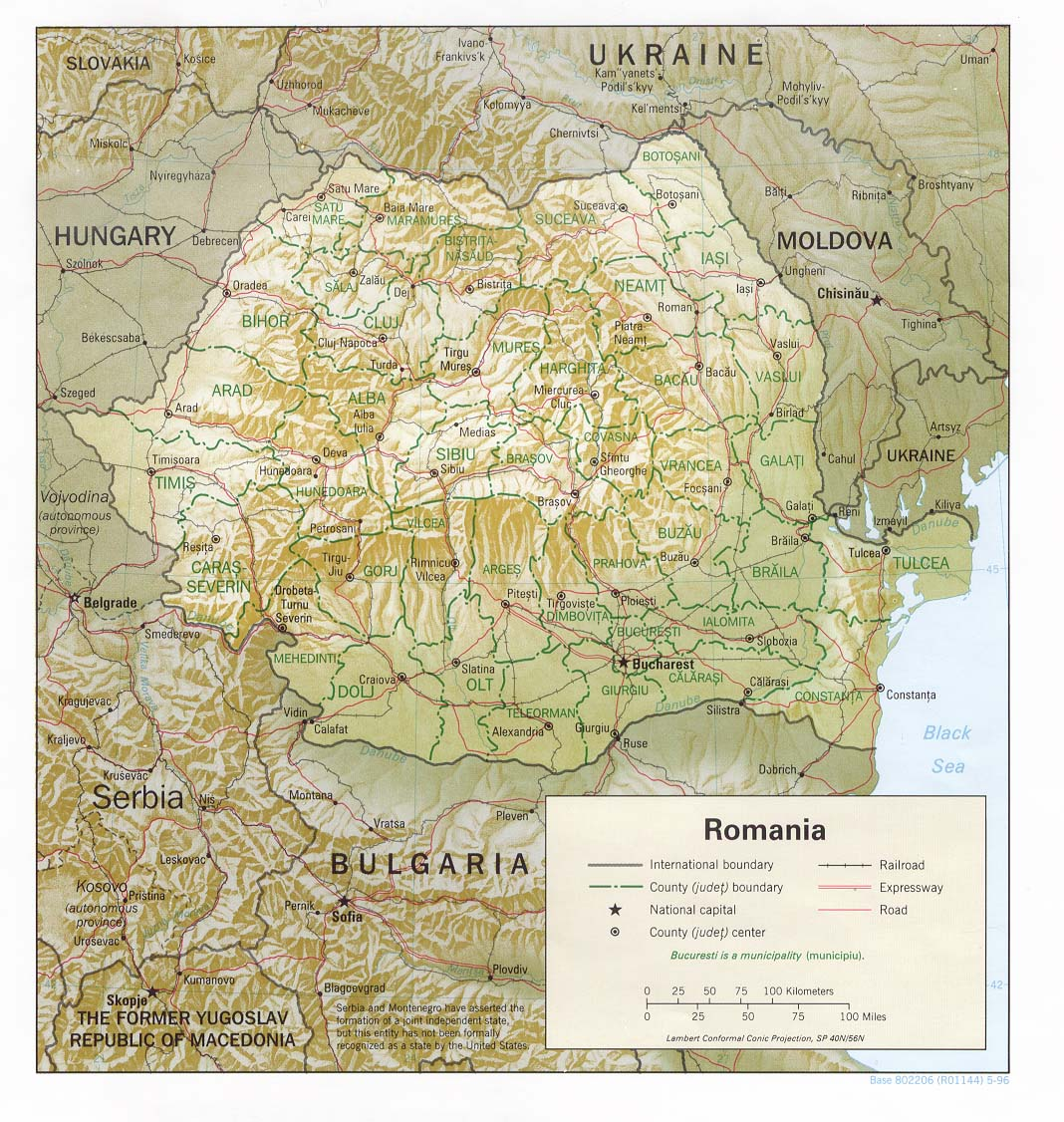
Harta administrativă a României